# مبادئ إنسانية
هناك عدد من المعاني لمصطلح الإنسانية. هنا تشير الإنسانية إلى ممارسة إنقاذ الحياة وتخفيف المعاناة، وهي مرتبطة بالاستجابة الطارئة (يُطلق عليها أيضا الاستجابة الإنسانية) سواء في حالة كارثة طبيعية أو كارثة من صنع الإنسان مثل الحروب أو الصراعات المسلحة. تحكم المبادئ الإنسانية الطريقة التي تسري بها الاستجابة الإنسانية.
المبادئ الإنسانية هي مجموعة من المبادئ التي تحكم الطريقة التي تسري بها الاستجابة الإنسانية. المبادئ هي أمر محوري في تأسيس والحفاظ على وسيلة للوصول إلى السكان المتضررين في الكوارث الطبيعية أو المواقف الطارئة المعقدة. في إدارة الكوارث، اتباع هذه المبادئ هي عناصر ضرورية في التنسيق الإنساني. تبنت الجمعية العامة للأمم المتحدة المبادئ الإنسانية الرئيسية. المبادئ الأربعة الأساسية هي الإنسانية، والنزاهة، والاستقلالية.

## المبادئ الإنسانية الرئيسية

### الإنسانية
مبدأ الإنسانية يعني أن كل البشر تتم معاملتهم بصورة إنسانية آدمية وبصورة متساوية في كل الظروف من خلال إنقاذ الحياة وتخفيف المعاناة، مع التأكيد على احترام الفرد. الإنسانية هي المبدأ الأساسي في الاستجابة الإنسانية.
هدف الاستجابة الإنسانية هو حماية الحياة، والصحة والتأكيد على احترام كل البشر. يشجع مبدأ الإنسانية أيضا على الفهم المتبادل والتعاون والصداقة والسلام بين كل الناس. طبقا للاتحاد الدولي لجمعيات الصليب الأحمر وحركة الهلال الأحمر، فإن مبدأ الإنسانية يشمل كلا من:
- الدعوة إلى أصل الحركة وهو الرغبة في المساعدة دون تمييز بين المصابين أثناء الصراع.
- الدعوة إلى البعد الثنائي للحركة وهما البعد القومي والبعد العالمي.
- الدعوة إلى حماية الحياة والصحة.
- الدعوة إلى تحديد غرض الحركة.[3]

### النزاهة
لا بد أن يتمتع تقديم المساعدات الإنسانية بالنزاهة وعدم التمييز على أساس الجنسية أو العرق أو الجنس أو الدين أو الرأي السياسي أو الطبقة الاجتماعية، وإنما يتمد على الحاجة فقط. لا بد من تقديم الأولوية للحالات الطارئة وذات الحاجة.
من غير العادل معاملة كل الأشخاص بنفس الطريقة دون اعتبار لدرجة المعاناة أو الاضطرار. النزاهة تعني أن الأولوية الوحيدة المستخدمة عند التعامل مع من يحتاجون إلى مساعدة تعتمد على الحاجة، إذ لا بد أن تتناسب درجة المساعدة مع درجة الحاجة.